# Ernst Georg Ferdinand Küster
Ernst Georg Ferdinand Küster (2 novembre 1839 – Berlino, 19 aprile 1930) è stato un chirurgo tedesco.
Studiò medicina a Bonn, Würzburg e Berlino e dopo la laurea lavorò come assistente di Robert Friedrich Wilms (1824-1880) presso l'ospedale Bethanien di Berlino. Nel 1875 conseguì l'abiltazione come chirurgo e dal 1879 fu medico curante e professore associato presso l'ospedale Augusta di Berlino. Nel 1890 fu nominato professore di chirurgia presso l'Università di Marburgo, poi ritornò come chirurgo a Berlino (1907).
Nel 1872 Küster fu membro fondatore della Società tedesca di chirurgia, e scelto come presidente nel 1903.
È accreditato per aver sviluppato una fondazione per il trattamento delle malattie alle orecchie.

## Opere principali
- Die Chirurgie der Nieren, der Harnleiter und der Nebennieren. ; Enke, Stuttgart 1896-1902, 2.Bd.
- Geschichte der neueren deutschen Chirurgie. ; Enke, Stuttgart 1915.